# Ahmet Örken
Ahmet Örken (* 12. März 1993 in Çumra) ist ein türkischer Radsportler, der hauptsächlich Rennen auf der Straße bestreitet. Er ist neben Onur Balkan einer der dominierenden Radrennfahrer seines Landes seit den 2010er Jahren.

## Sportliche Laufbahn
2009 wurde Ahmet Örken türkischer Jugend-Meister in Einzelzeitfahren und im Straßenrennen, 2010 wiederholte er diesen Doppelerfolg in der Juniorenklasse. 2011 machte er einen Abstecher auf die Bahn und wurde Junioren-Europameister im Omnium; bei den Weltmeisterschaften im selben Jahr belegte er Platz fünf.
2012 erhielt Örken einen Vertrag bei Konya Torku Şekerspor und blieb bis 2017 bei diesem Team. Bis einschließlich 2018 wurde er fünf Mal in Folge türkischer Meister im Einzelzeitfahren, 2016 zudem Vize-Meister im Straßenrennen. Ebenfalls 2016 startete er bei den Olympischen Spielen in Rio de Janeiro: Das Straßenrennen beendete er nicht, im Einzelzeitfahren belegte er Platz 34.
Zur Saison 2018 wechselte Örken zur Israel Cycling Academy. Jedoch wurde der Vertrag auf Wunsch von Örken noch vor seinem ersten Renneinsatz wieder aufgelöst, da er und seine Familie wegen der politischen Spannungen unter Druck gerieten.
Örken entschied bis 2018 insgesamt 20 Etappen von Rundfahrten für sich, so etwa bei der Marokko- und der Serbien-Rundfahrt sowie der Tour of Qinghai Lake. 2015 gewann er die Gesamtwertungen der Tour of Mevlana und der Tour of Aegean. 2019 wurde er erstmals türkischer Straßenmeister, nachdem er bis dahin schon sechs Mal nationaler Zeitfahrmeister geworden war.
Von 2020 bis 2021 fuhr Örkan für das malaysische UCI Continental Team Sapura Cycling. National wurde er 2021 erneut Meister im Einzelzeitfahren, international blieb er ohne Erfolg. Bei den Olympischen Sommerspielen 2020 in Tokio nahm er am Straßenrennen teil, das er jedoch nicht beendete. Zur Saison 2022 wechselte Örkan zum Team Wildlife Generation Pro Cycling, im Jahr darauf zum Spor Toto Cycling Team.  

## Erfolge

### Straße
2009
- Türkischer Jugend-Meister – Einzelzeitfahren, Straßenrennen

2010
- Türkischer Junioren-Meister – Einzelzeitfahren, Straßenrennen

2013
- eine Etappe Marokko-Rundfahrt
- zwei Etappen Serbien-Rundfahrt

2014
- eine Etappe Tour of Qinghai Lake
- Türkischer Meister – Einzelzeitfahren

2015
- eine Etappe Marokko-Rundfahrt
- eine Etappe Tour of Black Sea
- Gesamtwertung und drei Etappen Tour of Mevlana
- Gesamtwertung, Prolog und eine Etappe Tour of Aegean
- Türkischer Meister – Einzelzeitfahren

2016
- Türkischer Meister – Einzelzeitfahren

2017
- GP Al Massira
- eine Etappe Serbien-Rundfahrt
- zwei Etappen Tour of Qinghai Lake
- Türkischer Meister – Einzelzeitfahren

2018
- zwei Etappen Tour of Mevlana
- Türkischer Meister – Einzelzeitfahren

2019
- eine Etappe und Punktewertung Tour of Mesopotamia
- Türkischer Meister – Einzelzeitfahren, Straßenrennen
- Gesamtwertung und eine Etappe Tour of Central Anatolia
- eine Etappe Tour of Mevlana
- Fatih Sultan Mehmet Kirklareli Race

2021
- Türkischer Meister – Einzelzeitfahren

2023
- Türkischer Meister – Straßenrennen

2024
- Türkischer Meister – Einzelzeitfahren
- eine Etappe Tour of Qinghai Lake

### Bahn
2011
- Junioren-Europameister – Omnium